# 25e législature du Québec
| 24e législature        | 24e législature        | 24e législature        | 25e législature        | 25e législature        | 25e législature        | 25e législature        | 25e législature        | 25e législature        | 25e législature        | 25e législature        | 25e législature        | 25e législature        | 25e législature        | 25e législature        | 25e législature        | 25e législature        | 25e législature                          | 25e législature                          | 26e législature     | 26e législature     | 26e législature     | 26e législature     | 26e législature     | 26e législature     |                     |
| Gouvernement Duplessis | Gouvernement Duplessis | Gouvernement Duplessis | Gouvernement Duplessis | Gouvernement Duplessis | Gouvernement Duplessis | Gouvernement Duplessis | Gouvernement Duplessis | Gouvernement Duplessis | Gouvernement Duplessis | Gouvernement Duplessis | Gouvernement Duplessis | Gouvernement Duplessis | Gouvernement Duplessis | Gouvernement Duplessis | Gouvernement Duplessis | Gouvernement Duplessis | Gouvernement Sauvé Gouvernement Barrette | Gouvernement Sauvé Gouvernement Barrette | Gouvernement Lesage | Gouvernement Lesage | Gouvernement Lesage | Gouvernement Lesage | Gouvernement Lesage | Gouvernement Lesage | Gouvernement Lesage |
| 1956                   | 1956                   | 1956                   | 1956                   | 1957                   | 1957                   | 1957                   | 1957                   | 1958                   | 1958                   | 1958                   | 1958                   | 1959                   | 1959                   | 1959                   | 1959                   | 1960                   | 1960                                     | 1960                                     | 1960                |                     |                     |                     |                     |                     |                     |

La 25e législature du Québec a été élue lors de l'élection générale québécoise de 1956. Voir en ligne.